# Cantagalo (Minas Gerais)
Cantagalo est une municipalité brésilienne de l'État du Minas Gerais et la microrégion de Peçanha.